# Storöretjärnen (Idre socken, Dalarna)
Storöretjärnen är en sjö i Älvdalens kommun i Dalarna och ingår i Dalälvens huvudavrinningsområde.